# Zenone di Elea
Zenone di Elea (in greco antico: Ζήνων?, Zénōn; 489 a.C. – 431 a.C.) è stato un filosofo greco antico presocratico della Magna Grecia e un membro della Scuola eleatica fondata da Parmenide.
Aristotele lo definisce inventore della dialettica. È conosciuto soprattutto per i suoi paradossi, che Bertrand Russell definì come «smisuratamente sottili e profondi».

## Biografia
Vi sono poche notizie certe sulla vita di Zenone. Anche se composta quasi un secolo dopo la morte di Zenone, la principale fonte di informazioni biografiche sul filosofo è il dialogo Parmenide di Platone.
Di Zenone, Platone ci dice che era "alto e di bell'aspetto" e che "venne identificato in gioventù come l'amante di Parmenide". Zenone fu discepolo prediletto di Parmenide e, nel citato dialogo platonico, Pitodoro racconta ad Antifonte che i due "una volta vennero alle Grandi Panatenee" (Parmenide, 127 A-B) e che in tale occasione avrebbero conosciuto Socrate. Platone descrive la visita di Zenone e Parmenide ad Atene, in modo da salire alla data di nascita del primo: la visita avrebbe avuto luogo nel periodo in cui Parmenide ha "circa 65 anni", Zenone "quasi 40" e Socrate è "un uomo molto giovane"; grazie a queste indicazioni, attribuendo a Socrate un'età di 20 anni e assumendo come data di nascita di quest'ultimo il 469 a.C., è possibile stimare la nascita di Zenone nel 490 a.C..
La notizia del viaggio non è però confermata da Diogene Laerzio che, al contrario, sostiene che egli non si sia mai recato ad Atene; nelle Vite dei filosofi di Diogene Laerzio sono contenuti altri dettagli, forse meno affidabili: si riporta che Zenone era figlio di Teleutagora, ma figlio adottivo di Parmenide, e che inoltre era "abile a sostenere entrambi i lati di ogni discorso" e che venne arrestato e forse ucciso dal tiranno di Elea.
Secondo Plutarco, Zenone tentò di uccidere il tiranno Demilo e, avendo fallito, per non rivelare l'identità dei suoi complici, "con i suoi stessi denti si strappò la lingua e la sputò in faccia al tiranno".

## Pensiero
Zenone mise al servizio delle dottrine del maestro Parmenide la sua notevole abilità logica e dialettica, inventando una serie di argomenti volti a screditare i critici della Filosofia di Parmenide sull'Essere e i sostenitori del pluralismo ontologico e del divenire.
Ciò che si è conservato delle concezioni di Zenone è stato tramandato da Platone nel Parmenide e da Aristotele, che nel suo scritto Fisica ne analizza il pensiero, definendo l'eleate "scopritore della dialettica". Diogene Laerzio, nel suo Vite dei filosofi, racconta della valenza politica di Zenone, il quale avrebbe ordito una congiura contro il tiranno della sua città natale (tale Nearco, o Diomedonte).
È conosciuto soprattutto per i suoi paradossi formulati in relazione alla tesi della impossibilità del moto. Oggi sono conosciuti con il nome di paradossi di Zenone. Tre di essi, in particolare, sono noti come "paradosso dello stadio", "paradosso di Achille e la tartaruga", "paradosso della freccia". In tutti il fine è quello di dimostrare che accettare la presenza del movimento nella realtà implica contraddizioni logiche ed è meglio quindi, da un punto di vista puramente razionale, rifiutare l'esperienza sensibile ed affermare che la realtà è immobile. Questi paradossi implicano anche il concetto di infinita divisibilità dello spazio ed è questa la ragione per cui hanno ricevuto una notevole attenzione da parte dei matematici. Infatti il filosofo sosteneva che per raggiungere un punto preciso, bisogna prima raggiungerne il punto medio. Per giungere ad esso si deve arrivare a sua volta al suo punto medio, e ancora al punto medio del punto medio ecc, fino a che non ci si ritrova nello stesso identico punto in cui siamo al momento della partenza, e quindi il movimento non esiste, ma è soltanto un concetto che noi percepiamo.

A mettere in discussione le affermazioni di Zenone interviene Aristotele, dicendo che Zenone si sbagliava, poiché il movimento è un insieme di punti distinti soltanto in "potenza", e non in "atto". In atto il tempo e lo spazio sono un tutt'uno, di punti non distinti tra loro.
Sulle orme di Parmenide, Zenone tenta di affermare - attraverso la dialettica e la logica - le teorie di immutabilità dell'Essere, riducendo all'assurdo il suo contrario. Le tesi confutate da Zenone appartengono ai pitagorici, convinti della molteplicità dell'Essere in quanto numero, e ad Anassagora e Leucippo, suoi contemporanei, il primo esponente della teoria dei semi (spermata in greco) (chiamati da Aristotele "omeomerie") e il secondo dell'atomismo.
Dante lo colloca nel castello degli "spiriti magni" pagani (Inf. IV. 138).

## Opere
Sebbene molti autori antichi si riferiscano agli scritti di Zenone, nulla di essi è sopravvissuto intatto.
Platone afferma che gli scritti di Zenone siano stati "portati ad Atene per la prima volta in occasione della visita di Zenone e Parmenide" e riporta inoltre che Zenone avrebbe detto che la sua opera "ha lo scopo di difendere gli argomenti di Parmenide"; i suoi scritti furono composti nella gioventù del filosofo e vennero in seguito rubati e pubblicati senza il consenso dell'autore.
Secondo il Commentario al Parmenide di Platone di Proclo, Zenone produsse "non meno di quaranta argomenti mostrando le contraddizioni" (Libro I, 694, 23), ma solo nove sono oggi noti.